# Andreas Blass
Andreas Raphael Blass (Nuremberg, 27 de outubro de 1947) é um matemático estadunidense.
É atualmente professor da Universidade de Michigan. Especialista em lógica matemática, particularmente teoria dos conjuntos e ciência computacional teórica.
Blass é graduado na Universidade de Detroit Mercy, onde foi fellow Putnam. Doutorado em 1970 na Universidade Harvard, com a tese Orderings of Ultrafilters, orientado por Frank Wattenberg. É professor da Universidade de Michigan desde 1970, primeiro como T.H. Hildebrandt Research Instructor (1970–1972), então professor assistente (1972–1976),  professor associado (1976–1984) e desde 1984 como professor integral.

## Publicações selecionadas
Em 1984 Blass provou que a existência de uma base para todo espaço vetorial é equivalente ao axioma da escolha. Blass contribuiu de forma decisiva no desenvolvimento da teoria dos conjuntos dos reais e forçamento.
Publicou ca. 175 artigos sobre lógica matemática e ciência computacional teórica, incluindo:
- Blass, Andreas (1984). «Existence of bases implies the axiom of choice». Axiomatic set theory, Proc. AMS-IMS-SIAM Jt. Summer Res. Conf., Boulder/Colo. 1983, Contemp. Math. 31. pp. 31–34
- Blass, Andreas; Shelah, Saharon (1987). «There may be simple {\displaystyle P_{\aleph _{1}}}- and {\displaystyle P_{\aleph _{2}}}-points and the Rudin-Keisler ordering may be downward directed». Annals of Pure and Applied Logic. 33: 213–243
- Blass, Andreas (1992). «A game semantics for linear logic». Annals of Pure and Applied Logic. 56: 183–220. doi:10.1016/0168-0072(92)90073-9
- Blass, Andreas; Gurevich, Yuri (2003). «Algorithms: a quest for absolute definitions» (pdf). Bull. Eur. Assoc. Theor. Comput. Sci. EATCS. 81: 195–225. Consultado em 28 de janeiro de 2012